# Pomnik żołnierzy Armii Radzieckiej – wyzwolicieli radzieckiej Łotwy i Rygi z rąk okupantów niemiecko-faszystowskich
Pomnik żołnierzy Armii Radzieckiej – wyzwolicieli radzieckiej Łotwy i Rygi z rąk okupantów niemiecko-faszystowskich (łot. Piemineklis Padomju karavīriem – Padomju Latvijas un Rīgas atbrīvotājiem no vācu fašistiskajiem iebrucējiem); pełna nieoficjalna nazwa Pomnik Zwycięstwa (łot. Uzvaras piemineklis) – istniejący w latach 1985–2022 kompleks pomnikowy w Rydze, na Zadźwiniu (łot. Pārdaugava), w parku Zwycięstwa.

## Historia i opis

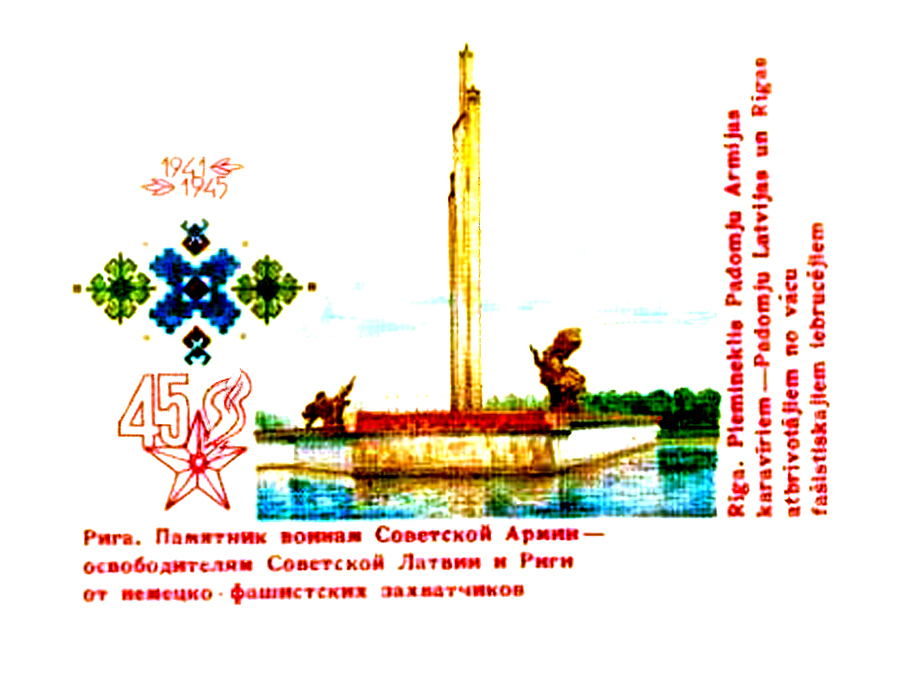
Okładka pocztowa Pomnika Zwycięstwa

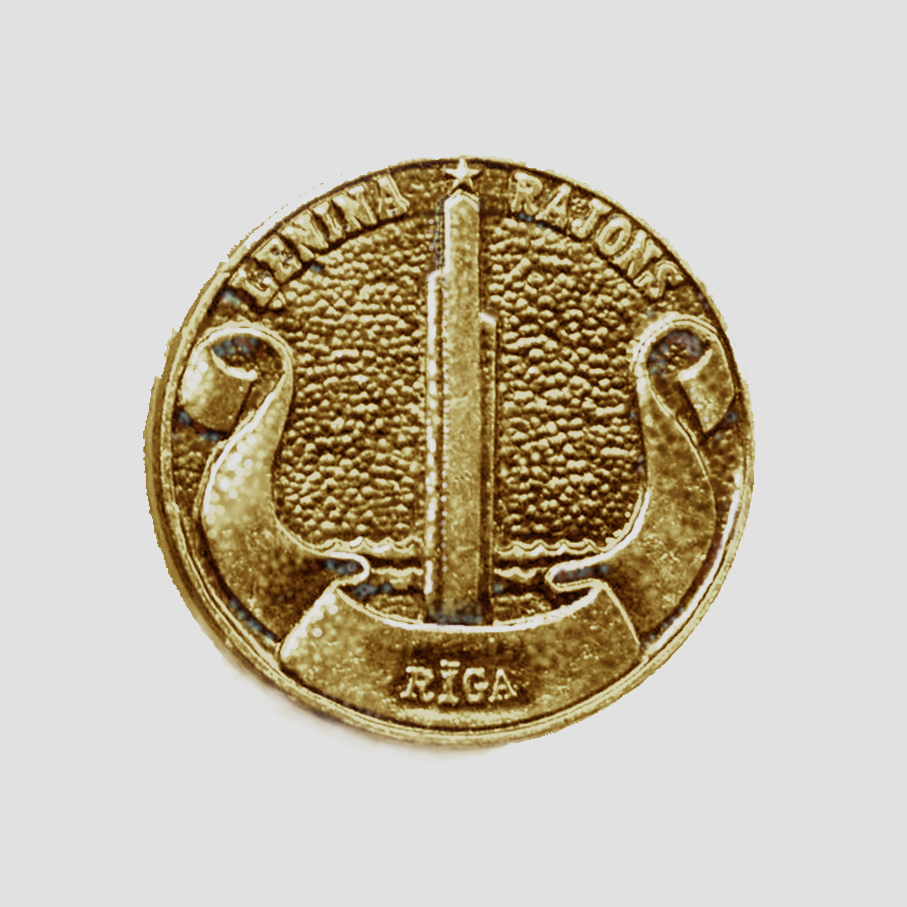
Wizerunek pomnika na odznace

Konkurs na projekt pomnika został rozpisany w 1978 r. Po zapoznaniu się z kilkunastoma pracami komisja konkursowa nie wskazała zdobywcy pierwszej nagrody, a jedynie jedno drugie miejsce i trzy trzecie miejsca. Następnie zasugerowała połączenie dwóch grup artystów w jedną, formując tym kolektyw w składzie: architekci Ermēns Bāliņš (kierownik grupy), Edvīns Vecumnieks oraz Viktors Zilgalvis, malarz Aleksandr Bugajew, rzeźbiarze Lew Bukowski i Aivars Gulbis. Projekt pomnika, zwłaszcza centralnej stelli z pięcioramienną gwiazdą, był wielokrotnie modyfikowany i korygowany. Ostateczną wersję, na podstawie przygotowanej przez Bugajewa makiety, zatwierdził marszałek Związku Radzieckiego Iwan Bagramian. 
Pomnik był wznoszony przez pracowników moskiewskiego „Metrostroju” oraz pracowników z Kijowa. Rzeźby żołnierzy i Ojczyzny odlano w Leningradzie. Łączny koszt budowy wyniósł 2,5 mln rubli. Monument został odsłonięty w listopadzie 1985 r.
W centralnej części monumentu znajdował się obelisk z gwiazdą o wysokości 79 metrów, pokryty dolomitem z Saaremy. Poniżej rozmieszczono trzy platformy: jedną przeznaczoną na trybuny i dwie, na których znajdowały się kompozycje rzeźbiarskie. Pierwsza z nich to dziesięciometrowa figura Matki Ojczyzny odlana z brązu, druga – grupa figur żołnierzy o wysokości 7,5 metra. Za kompozycjami umieszczono w celach dekoracyjnych wodne kaskady.
Po upadku ZSRR ze strony łotewskich polityków, a także w mediach pojawiały się sugestie, by przenieść lub rozebrać pomnik. 6 czerwca 1997 r. członkowie skrajnie nacjonalistycznej organizacji Pērkonkrusts (nawiązującej do ugrupowania przedwojennego) próbowali wysadzić kompozycję w powietrze. W wywołanej przez nich eksplozji zginęły dwie osoby. W 2016 r. do łotewskiego Sejmu został zgłoszony projekt ustawy o przywróceniu placowi, na którym znajduje się pomnik, przedwojennego wyglądu, co oznaczałoby także rozbiórkę całej kompozycji. Został on jednak odrzucony.
W rocznicę zwycięstwa nad nazistowskimi Niemcami, 9 maja, przed pomnikiem odbywały się uroczystości, w których brali udział łotewscy Rosjanie.

## Rozbiórka
Po rosyjskiej agresji na Ukrainę w 2022 roku premier Łotwy Arturs Krišjānis Kariņš zapowiedział demontaż pomnika. Odpowiednie uchwały legalizujące jego rozbiórkę przyjęły łotewski Sejm oraz rada miejska Rygi. 
22 sierpnia 2022 roku rozpoczął się demontaż pomnika. Dzień później zlikwidowano figury żołnierzy, kolejnego dnia natomiast rzeźbę Matki-Ojczyzny. 25 sierpnia obalony został centralny obelisk. Wchodzący w skład kompleksu zbiornik wodny został opróżniony i zasypany.